# David O’Connor (Reiter)
David O’Connor (* 18. Januar 1962 in Gaithersburg, Maryland) ist ein ehemaliger US-amerikanischer Vielseitigkeitsreiter. Der Ehemann der ebenfalls erfolgreichen Reiterin Karen O’Connor wurde je einmal Olympiasieger und Weltmeister. Er ist seit 2004 Präsident des amerikanischen Reitverbandes und auch als Trainer der kanadischen Nationalmannschaft tätig.

## Karriere
Als Sohn einer renommierten Wertungsrichterin für Dressurreiten kam O’Connor schon früh mit dem Reiten in Berührung. Als er elf Jahre alt war, durchquerte er zusammen mit seiner Mutter und seinem Bruder ganz Nordamerika per Pferd, von Maryland nach Oregon. Ab 1984 nahm er an internationalen Wettbewerben teil und war bei den Olympischen Spielen 1988 Ersatzreiter, ohne jedoch zum Einsatz zu gelangen.
Der Durchbruch gelang ihm 1990 mit dem Sieg beim Rolex Kentucky Three Day, einem Wettbewerb der höchsten Kategorie CCI****; diesen Erfolg wiederholte O’Connor 1995 und 2001. Bei den Olympischen Spielen 1996 in Atlanta gewann O’Connor die Silbermedaille in der Teamwertung. 1997 konnte O’Connor die Badminton Horse Trials gewinnen, 1999 bei den Panamerikanischen Spielen in Winnipeg die Goldmedaille in der Team- und die Silbermedaille in der Einzelwertung.
O’Connors Karrierehöhepunkt waren die Olympischen Spiele 2000: In Sydney wurde er Olympiasieger in der Einzelwertung sowie Dritter mit dem Team. Bei den Weltreiterspielen 2002 in Jerez de la Frontera errang er den Weltmeistertitel in der Teamwertung.
2004 trat O’Connor vom Spitzensport zurück und übernahm das Amt des Präsidenten des amerikanischen Reitverbandes (United States Equestrian Federation). Er ist seit 1993 verheiratet und lebt mit seiner Ehefrau Karen in The Plains im Bundesstaat Virginia. Neben seiner Verbandstätigkeit widmet er sich vor allem dem Planen von Anlagen für Geländereiten. Außerdem ist er Trainer der kanadischen Nationalmannschaft, die er bei den Panamerikanischen Spielen 2007 zur Team-Silbermedaille führte. Im Jahr 2013 soll er die Nachfolge von Mark Phillips als US-amerikanischer Nationaltrainer der Vielseitigkeitsreiter antreten.

## Erfolge
- Olympische Spiele
  - 1996: Silber Mannschaft (auf Giltedge)
  - 2000: Bronze Mannschaft (auf Giltedge), Gold Einzel (auf Custom Made)

- Weltreiterspiele
  - 2002: Gold Mannschaft (auf Giltedge)

- Panamerikanische Spiele
  - 1999 Winnipeg: Gold Mannschaft, Silber Einzel (auf Giltedge)

- Sonstige bedeutende Turniere
  - Sieger Rolex Kentucky Three Day: 1990 (auf Wilton Fair), 1995 (auf Giltedge) und 2001 (auf Custom Made)
  - Sieger Badminton Horse Trials: 1997 (auf Custom Made)